# Enrique Sabater
Enrique Sabater (né en 1936 en Catalogne et mort le 24 août 2013 à Pampelune) est un photographe connu pour ses travaux en collaboration avec Salvador Dalí, dont il devint le secrétaire personnel de 1968 à 1981.

## Biographie

### Vie professionnelle
Fils d'un garagiste, Enrique Sabater fut un footballeur professionnel, un voyagiste et journaliste de célébrités du cinémas. Il pratiquait également la photographie en tant qu'amateur.

### Rencontre avec Dalí
Il rencontra Salvador Dalí durant l'été 1968 alors qu'il tentait de photographier des personnes célèbres sur la Costa Brava. Le peintre était dans sa villa de Port Lligat et était son premier objectif.
Dalí mit fin à ses velléités d'interview en lui annonçant un tarif de 15 000 $, mais Enrique Sabater engagea une conversation autour de son ami Josep Pla qui dura plus de 3 heures. Dalí l'invita à revenir chaque jour et scella ainsi l'amitié entre les deux hommes. Il resta son secrétaire particulier jusqu'en 1981 où Erique Sabater fut remplacé par Robert Descharnes, également photographe et biographe du peintre.
Le peintre lui dédicaça plusieurs œuvres qui forment aujourd'hui la collection Enrique Sabater. On y trouve par exemple Paisatge de l'Empordà (18x23,7 – 1978), Per Sabater (29,6 x 43 cm – 1971), Dalí a Sabater (dessins et aquarelles sur papier), A Sabater, amb un peto sobre el Quin Elisabet (28,5x44 – 1975).